# 米哈伊尔·捷列先科
米哈伊尔·伊万诺维奇·捷列先科（俄语：Михаи́л Ива́нович Тере́щенко；1886年3月18日—1956年4月1日），俄罗斯政治家、宪政主义者和共济会成员。他在1917年二月革命后成为第一任财政部长，政府改组后接替帕维尔·米留科夫出任外交部长。1917年11月7日晚十月革命爆发，捷列先科与临时政府的其他部长在冬宫被捕，他被囚禁于彼得保罗要塞监狱；他于1918年初成功越狱逃往挪威，之后他在法国从事金融投资事业。1956年4月1日，在摩纳哥去世。